# Mistrovství světa ve florbale žen do 19 let 2006
Mistrovství světa ve florbale žen do 19 let 2006 bylo 2. ročníkem mistrovství světa juniorek. Hrálo se od 6. do 12. listopadu 2006 v německých městech Naunhof a Lipsko.
Druhý titul v řadě získalo Švédsko, druhé byly Finky. Česko skončilo na čtvrtém místě po prohře se Švýcarskem v zápase o bronz.

## Skupinová fáze

### Skupina A
| Poř. | Tým      | Z | V | R | P | VG | IG | +/- | B  |
| ---- | -------- | - | - | - | - | -- | -- | --- | -- |
| 1.   | Švédsko  | 5 | 5 | 0 | 0 | 60 | 5  | +55 | 10 |
| 2.   | Česko    | 5 | 4 | 0 | 1 | 29 | 12 | +17 | 8  |
| 3.   | Polsko   | 5 | 3 | 0 | 2 | 26 | 30 | -4  | 6  |
| 4.   | Lotyšsko | 5 | 1 | 1 | 3 | 20 | 24 | -4  | 3  |
| 5.   | Rusko    | 5 | 1 | 1 | 3 | 20 | 36 | -16 | 3  |
| 6.   | Maďarsko | 5 | 0 | 0 | 5 | 2  | 50 | -48 | 0  |

### Skupina B
| Poř. | Tým       | Z | V | R | P | VG | IG | +/- | B |
| ---- | --------- | - | - | - | - | -- | -- | --- | - |
| 1.   | Finsko    | 4 | 4 | 0 | 0 | 41 | 2  | +39 | 8 |
| 2.   | Švýcarsko | 4 | 3 | 0 | 1 | 27 | 5  | +22 | 6 |
| 3.   | Norsko    | 4 | 2 | 0 | 2 | 13 | 19 | -6  | 4 |
| 4.   | Německo   | 4 | 1 | 0 | 3 | 6  | 18 | -12 | 2 |
| 5.   | Slovensko | 4 | 0 | 0 | 4 | 2  | 45 | -43 | 0 |

## Play off

### Pavouk
|  | Semifinále | Semifinále | Semifinále |  |  | Finále      | Finále      | Finále      |
|  |            |            |            |  |  |             |             |             |
|  | 1B         | Finsko     | 4          |  |  |             |             |             |
|  | 2A         | Česko      | 3          |  |  |             |             |             |
|  |            |            |            |  |  |             | Finsko      | 3           |
|  |            |            |            |  |  |             | Švédsko     | 7           |
|  | 1A         | Švédsko    | 15         |  |  |             |             |             |
|  | 2B         | Švýcarsko  | 2          |  |  | Třetí místo | Třetí místo | Třetí místo |
|  |            |            |            |  |  |             | Česko       | 3           |
|  |            |            |            |  |  |             | Švýcarsko   | 4           |

### Semifinále
| 11. listopadu 2006 16:00 | Švédsko | 15 : 2 (5:1, 5:1, 5:0) | Švýcarsko | Lipsko Návštěvnost: 650 |  |

| Zpráva |

| 11. listopadu 2006 19:00 | Finsko | 4 : 3 (1:0, 3:1, 0:2) | Česko | Lipsko Návštěvnost: 650 |  |

| Zpráva |

### Finále
| 12. listopadu 2006 17:00 | Finsko | 3 : 7 (1:3, 2:1, 0:3) | Švédsko | Lipsko Návštěvnost: 1300 |  |

| Zpráva |

### O 3. místo
| 12. listopadu 2006 14:00 | Česko | 3 : 4 (0:2, 1:0, 2:2) | Švýcarsko | Lipsko Návštěvnost: 780 |  |

| Zpráva |

### O 9. místo
| 11. listopadu 2006 13:00 | Rusko | 7 : 3 (5:2, 1:1, 1:0) | Slovensko | Lipsko Návštěvnost: 500 |  |

| Zpráva |

### O 5. místo
| 12. listopadu 2006 8:00 | Polsko | 4 : 3 (2:2, 1:0, 1:1) | Norsko | Lipsko Návštěvnost: 61 |  |

| Zpráva |

### O 7. místo
| 12. listopadu 2006 11:00 | Německo | 2 : 4 (1:1, 1:0, 0:3) | Lotyšsko | Lipsko Návštěvnost: 600 |  |

| Zpráva |

## Konečné pořadí
| Pořadí           | Tým       |
| ---------------- | --------- |
| Zlatá medaile    | Švédsko   |
| Stříbrná medaile | Finsko    |
| Bronzová medaile | Švýcarsko |
| 4.               | Česko     |
| 5.               | Polsko    |
| 6.               | Norsko    |
| 7.               | Lotyšsko  |
| 8.               | Německo   |
| 9.               | Rusko     |
| 10.              | Slovensko |
| 11.              | Maďarsko  |

## All Star tým
Členkami All Star týmu se staly:
Brankářka:  Jana Christianová
Obrana:  Christelle Niva,  Jenni Tuominen
Centr:  Johanna Dahlin
Útok:  Maria Kitaeva,  Victoria Wikström